# Stephan Zinner

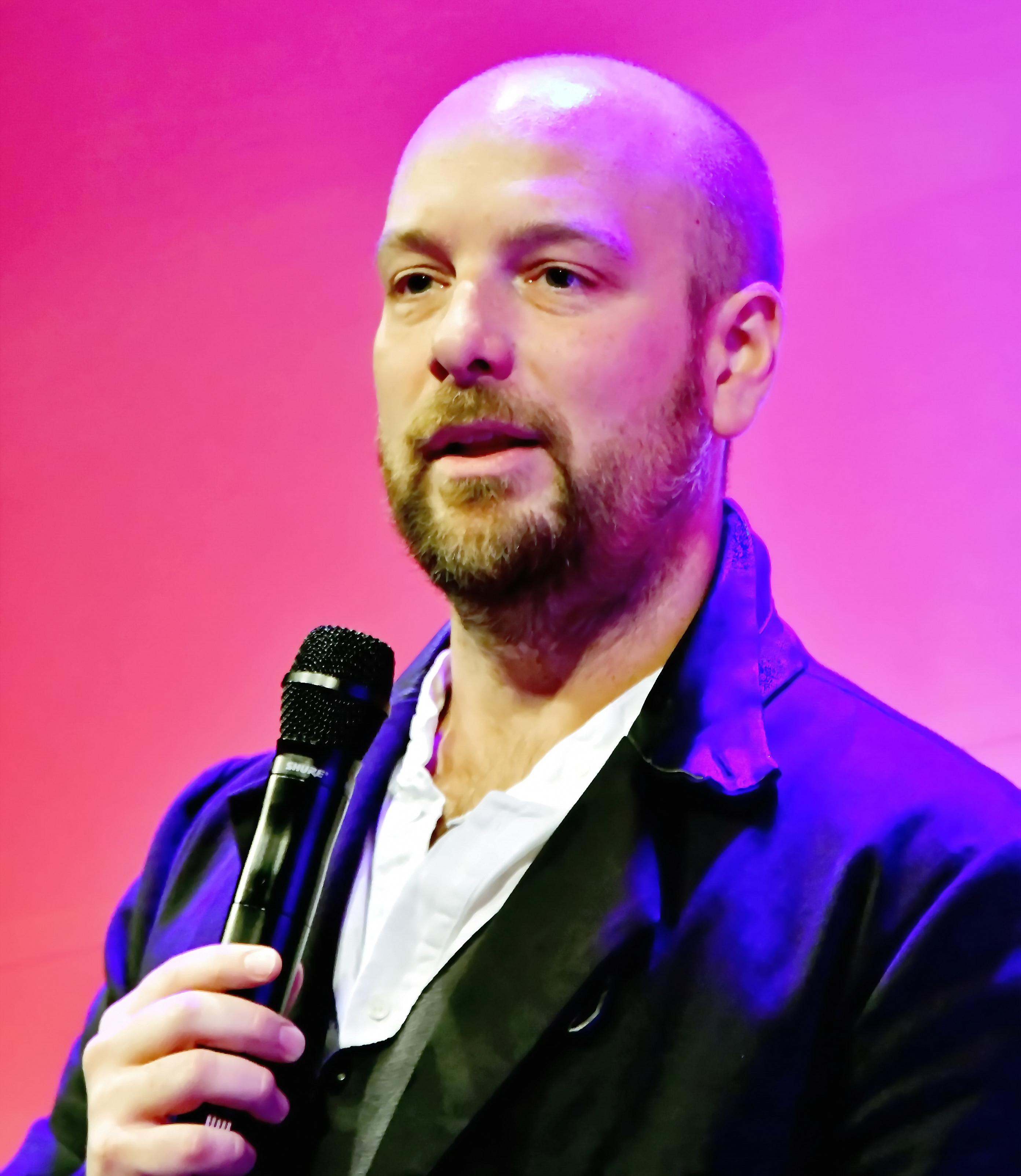
Stephan Zinner beim Paulaner Solo+, 2016

Stephan Zinner (* 26. Juni 1974 in Trostberg) ist ein deutscher Kabarettist, Musiker und Schauspieler.

## Leben
Geboren und aufgewachsen im oberbayerischen Trostberg, erhielt Stephan Zinner seine Schauspielausbildung von 1995 bis 1997 an der Schauspielschule Zerboni in München. Anschließend war er Ensemblemitglied am Salzburger Landestheater und bei den Münchner Kammerspielen. Als Schauspieler war Zinner in zahlreichen Fernsehproduktionen zu sehen, im Kino spielte er unter anderem in Shoppen, Beste Zeit, Räuber Kneißl und Die Perlmutterfarbe.
Parallel zu seinen schauspielerischen Engagements macht Stephan Zinner seit 2000 Kabarett, er tritt sowohl solo als auch zusammen mit seiner Band auf. Von 2006 bis 2019 verkörperte Zinner den CSU-Politiker Markus Söder beim Singspiel anlässlich des Starkbieranstichs auf dem Nockherberg. In der Krimi-Serie Die Rosenheim-Cops stellte Zinner von 2011 bis 2012 in mehreren Episoden den Kommissar Ludwig Loibl dar. In der erfolgreichen Serie der Eberhofer-Kriminalkomödien gehört Zinner als Metzgermeister Simmerl seit 2013 zur Stammbesetzung.
Am 29. Juli 2025 gab die Paulaner Brauerei bekannt, dass Zinner bei der Salvatorprobe 2026 als Nachfolger von Maxi Schafroth die Fastenpredigt auf dem Nockherberg halten wird.
Stephan Zinner ist verheiratet und hat drei Kinder.

## Filmografie (Auswahl)
- 2006: Shoppen
- 2007: Beste Zeit
- 2007: Räuber Kneißl
- 2008: Die Perlmutterfarbe
- 2008: Baching
- 2008: Polizeiruf 110: Wie ist die Welt so stille
- 2009: Franzi (Fernsehserie)
- 2009: Tatort: Gesang der toten Dinge
- 2009: Die göttliche Sophie
- 2009: Hanna und die Bankräuber
- 2009: Die Bergretter (Fernsehserie, 4 Folgen)
- 2009–2012: Die Rosenheim-Cops (Fernsehserie, 6 Folgen, verschiedene Rollen)
  - 2009: Der letzte Einsatz
  - 2011: Krons letzte Reise
  - 2011: Ein Testament kommt selten allein
  - 2011: Der Blumenmörder von Rosenheim
  - 2012: Ein ganz besonderer Gast
  - 2012: Mord in feiner Gesellschaft
- 2010: Hinter blinden Fenstern
- 2010: Tatort: Nie wieder frei sein
- 2011: Eine ganz heiße Nummer
- 2011: Mischgebiet
- 2011: Der Alte (Fernsehserie, 1 Folge)
- 2011: SOKO München (Fernsehserie, 1 Folge)
- 2012: Tatort: Der traurige König
- 2012: Der Cop und der Snob
- 2013: Im Schleudergang (Fernsehserie)
- seit 2013: Eberhoferkrimis
  - 2013: Dampfnudelblues
  - 2014: Winterkartoffelknödel
  - 2016: Schweinskopf al dente
  - 2017: Grießnockerlaffäre
  - 2018: Sauerkrautkoma
  - 2019: Leberkäsjunkie
  - 2021: Kaiserschmarrndrama
  - 2022: Guglhupfgeschwader
  - 2023: Rehragout-Rendezvous
- 2013: Die Gruberin
- 2014: Julia und der Offizier
- 2015: Sedwitz (Fernsehserie)[5]
- 2016: München Mord – Wo bist Du, Feigling?
- 2016–2020: Die Chefin (Fernsehserie, 2 Folgen, verschiedene Rollen)
- 2017: Maria Mafiosi
- 2017: Das Verschwinden
- 2018: Venus im vierten Haus
- 2018: Polizeiruf 110: Tatorte
- 2019: Ostfriesensünde (Fernsehreihe)
- 2021: Tanze Tango mit mir
- seit 2021: Polizeiruf 110 (Fernsehreihe, einzelne Folgen → siehe Cris Blohm)
- 2022: Schon tausendmal berührt
- 2022: Zurück aufs Eis
- 2022: Hubert ohne Staller (Tod am Schlafbaum, Staffel 10, Episode 13)
- 2023: Himmel, Herrgott, Sakrament (6-teilige Fernsehserie)
- 2024: Querschuss

## Theater (Auszug)
- 2001: Daphne von Andechs (Münchner Kammerspiele) (Regie: Herbert Achternbusch)
- 2006: Männer (Münchner Kammerspiele)

## Hörspiele (Auswahl)
- 2005: Michaela Melián: Föhrenwald (Bayerischer Rundfunk/Kunstraum München) – Regie: Michaela Melian[6]
- 2011: Vanitas – Radio-Tatort (Bayerischer Rundfunk) – Regie: Ulrich Lampen[7]
- 2012: Der Stalker – ARD Radio-Tatort (Bayerischer Rundfunk) – Regie: Ulrich Lampen[8]

## Veröffentlichungen
- 2006: Zinner singt (CD)
- 2007: Zinner tanzt (live) (CD)
- 2012: Der Fluch des Pharao (CD)
- 2014: Wuide Zeit (CD)
- 2015: Flugmango (Buch), Lichtung-Verlag, Viechtach, 2015, ISBN 3-941306-18-9
- 2017: relativ simpel (CD)
- 2018: Die Badewanne des Todes (Buch), Lichtung-Verlag, Viechtach, 2018, ISBN 3-941306-79-0
- 2024: Prachtexemplar: Geschichten zwischen Bühne, Baumarkt und Familientisch (Buch), Heyne Verlag, München, 2024, ISBN 978-3-45321-877-2.

## Kabarett
- 2010: Family Business[9]
- 2012: Fluch des Pharao (Soloprogramm)[10]
- 2014: Wilde Zeiten (Soloprogramm)
- 2017: relativ simpel (Soloprogramm)
- 2019: Raritäten (Soloprogramm)

## Auszeichnungen
- 2016: Deutscher Kabarettpreis (Sonderpreis)[11]
- 2019: Bayerischer Kabarettpreis mit Hannes Ringlstetter (Musikpreis)
- 2022: Kulturpreis „Der Schauer“[12]